# Obreja Veche, Fălești
Obreja Veche este satul de reședință al comunei cu același nume  din raionul Fălești, Republica Moldova.

## Istorie
Satul a fost întemeiat în anul 1777. Primul locuitor, care este și socotit ca întemeietorul satului, a fost Ion Obreja, de unde și provine denumirea satului.  
În anul 1864 s-a ridicat în sat biserica din piatră, „Sfinții Împărați,” cu hramul „Sfântul Constantin.” Biserica a fost construită cu cheltuielile proprietarului Costache B. ce avea în proprietatea sa 4194 desentine de pământ.
Pe teritoriul satului era o gospodărie boierească cu două case de locuit, cooperativa agricolă „Ardealul” care s-a înființat în anul 1902, două mori cu aburi, o școala primară, post de jandarmi, poștă cu cai, a zemstvei, 8 cai și două trăsuri, poștă rurală, primăria și o cârciumă. 
În anul 1902 populația localității era alcătuită din 995 de bărbați și 1012 femei ce posedau 670 de case de locuit. În 1906 pe teritoriul regiunii Fălești a izbucnit o mare epidemie, în urma căreia  a avut de suferit și populația din satul Obreja Veche.
La marginea de sud-vest a satului actual este un loc numit "Zamca Veche", unde au fost constatate urme de șanțuri și valuri de pământ, acestea fiind o dovadă certă că aici a fost o cetate din epoca fierului sau a evului mediu.
Cele 6 movile funerare sunt probe materiale că în această zonă au staționat și triburi nomade, care și-au lăsat aici decedații.